# Harkstede
Harkstede – wieś w Holandii, w prowincji Groningen, w gminie Slochteren.
Miejscowość została założona w XIII w. Obecny kościół powstał w latach 1692-1700 na fundamentach starego, średniowiecznego. Do roku 1821 Harkstede było oddzielną gminą.